# Meisterturm
Der Meisterturm ist ein 30,8 Meter (mit Antenne ca. 37 Meter) hoher Aussichtsturm in Hofheim am Taunus. Er befindet sich in 292 m ü. NHN auf dem bewaldeten Kapellenberg nordwestlich der Stadt. Heute überragt er die umliegenden Bäume nur noch um wenige Meter. Doch bietet er einen kompletten Rundumblick, nach Süden über das Rhein-Main-Gebiet, bei klarer Sicht bis zum Odenwald, nach Norden auf die Höhenzüge des Taunus mitsamt dem Großen Feldberg.

## Turm von 1895
Bereits 1895 errichtete der Hofheimer Taunusklub-Verschönerungsverein auf dem Kapellenberg einen hölzernen Aussichtsturm. Eigentlich war ein steinerner Turm vorgesehen. Aus Kostengründen wurde ein Holzturm durch Zimmermeister Fleischmann aus Seidenbuch umgesetzt. Der 24 Meter hohe Turm kostete 4.000 Goldmark. Eröffnung war am 13. Oktober 1895. Neben dem Turm wurde auch eine Schutzhütte errichtet, die an Sonn- und Feiertagen bewirtschaftet war. Am Anfang des Ersten Weltkriegs wurde der Turm genutzt, um Fliegerwache zu halten. Kriegsbedingt verzichtete man auf die notwendigen Instandhaltungsmaßnahmen und der Turm verfiel. 1919 wurde er zudem durch einen Blitzschlag schwer beschädigt und schließlich am 31. Juli 1920 abgerissen.

## Neubau 1929
Auf Initiative des damaligen Taunusklub-Verschönerungsvereins wurde im Jahr 1929 als Ersatz ein neuer Turm aus Stahlfachwerk erbaut. Dieser wurde von der Schlosserei Josef Herzog und Söhne aus Hofheim binnen 13 Wochen errichtet, besteht aus 21 Tonnen Stahl sowie 6000 Nieten und kostete 14.000 Mark.
Benannt ist der Turm nach Dr. Wilhelm von Meister, der 1893 erster Landrat des Landkreises Höchst (Vorläufer des Main-Taunus-Kreises) wurde, später des Obertaunuskreises, danach Regierungspräsident im Regierungsbezirk Wiesbaden (bis 1919), anschließend Aufsichtsratsmitglied der (von seinem Vater mitgegründeten) Farbwerke Hoechst, 1926 bis 1935 der I.G. Farben AG. Der wiedererrichtete, nun stählerne Turm wurde im Juni 1930 mit einem "Wäldchestag" offiziell eingeweiht. Im Zweiten Weltkrieg flogen französische Bomber 1940 einen Luftangriff gegen den Turm, ohne jedoch Schaden anzurichten.
Der Meisterturm besteht aus einem Stahlfachwerk mit viereckigem Grundriss. Innerhalb des Stahlskeletts befindet sich mittig eine rechtsdrehende Wendeltreppe, die über 173 Stufen und vier Zwischenpodeste zur überdachten Aussichtsplattform in 27,5 m Höhe führt. Die filigran anmutende Konstruktion stützt sich auf ein quadratisches, etwa acht mal acht Meter messendes Betonfundament. Am Fuße des Turms befindet sich eine Ausflugsgaststätte mit Biergarten.

## Galerie

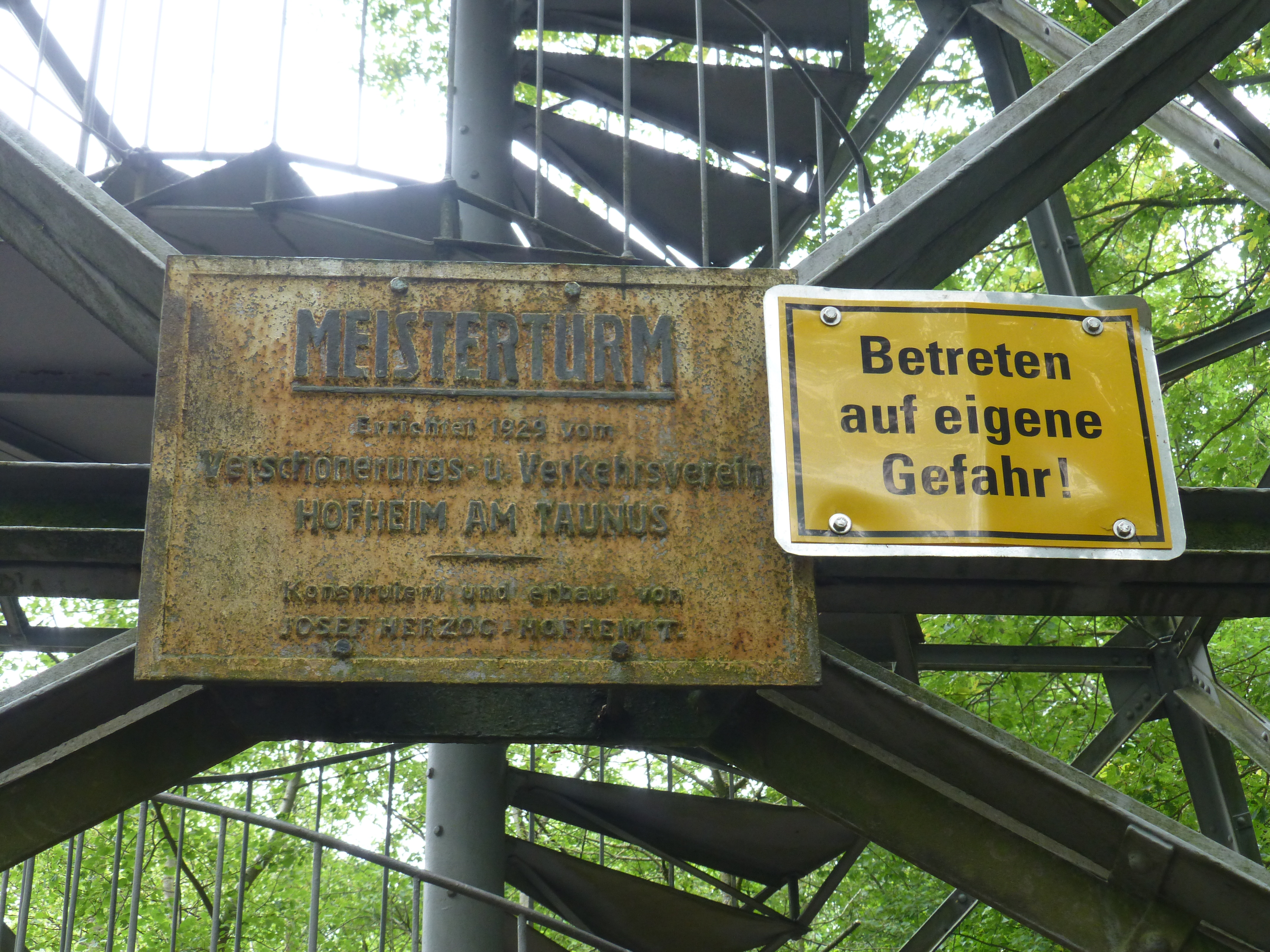
Schilder am Turm
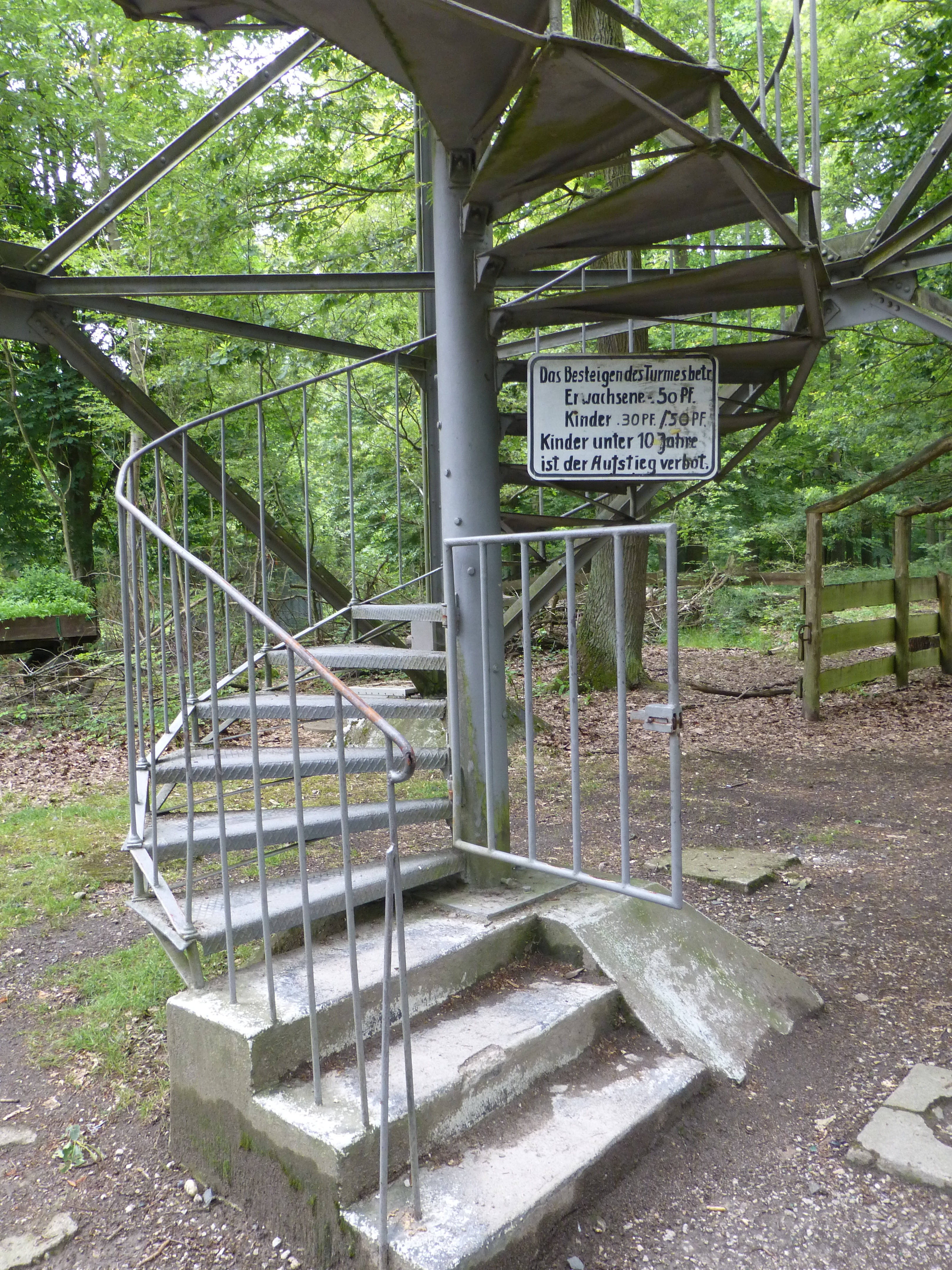
Treppenzugang
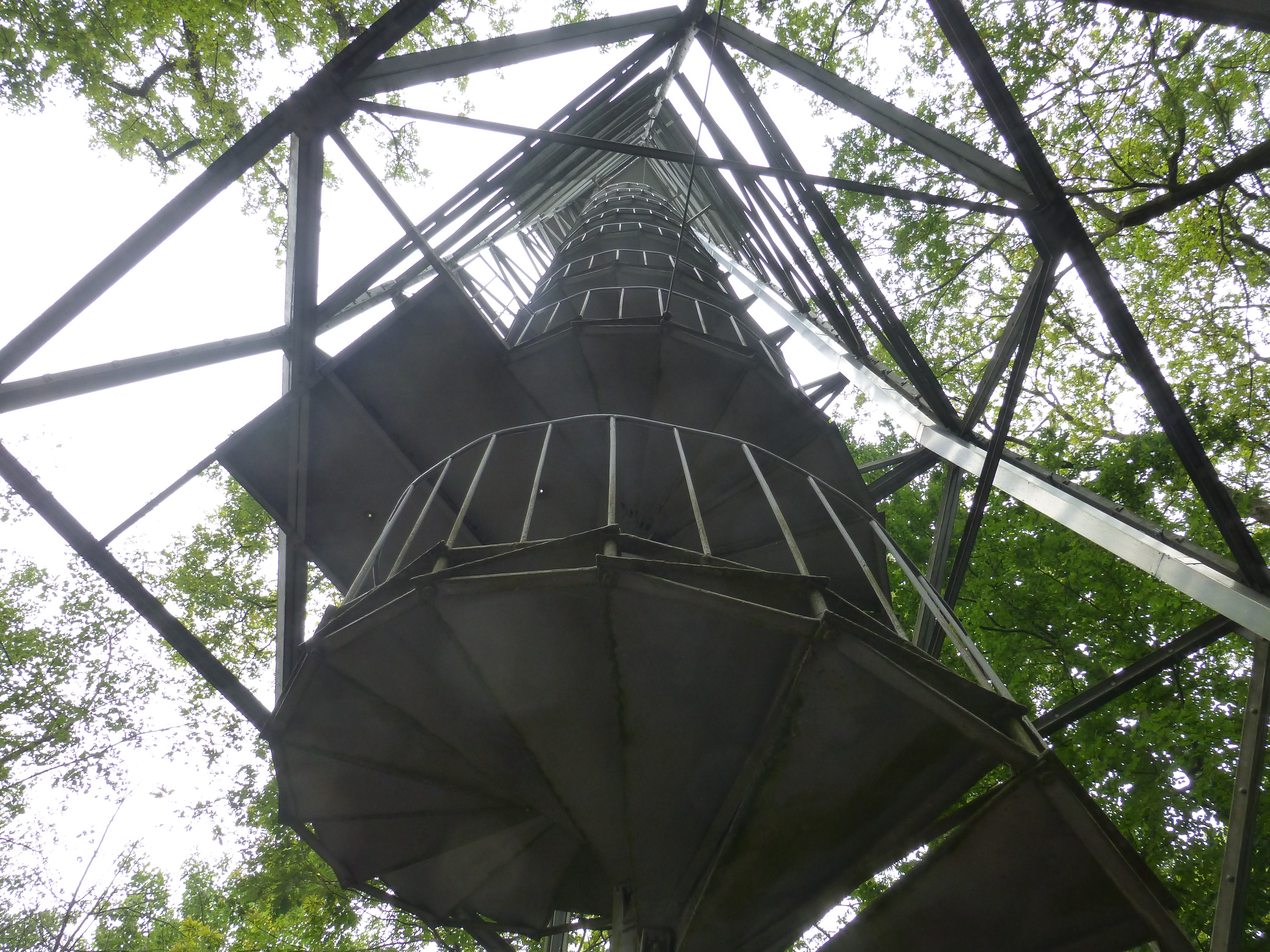
Wendeltreppe
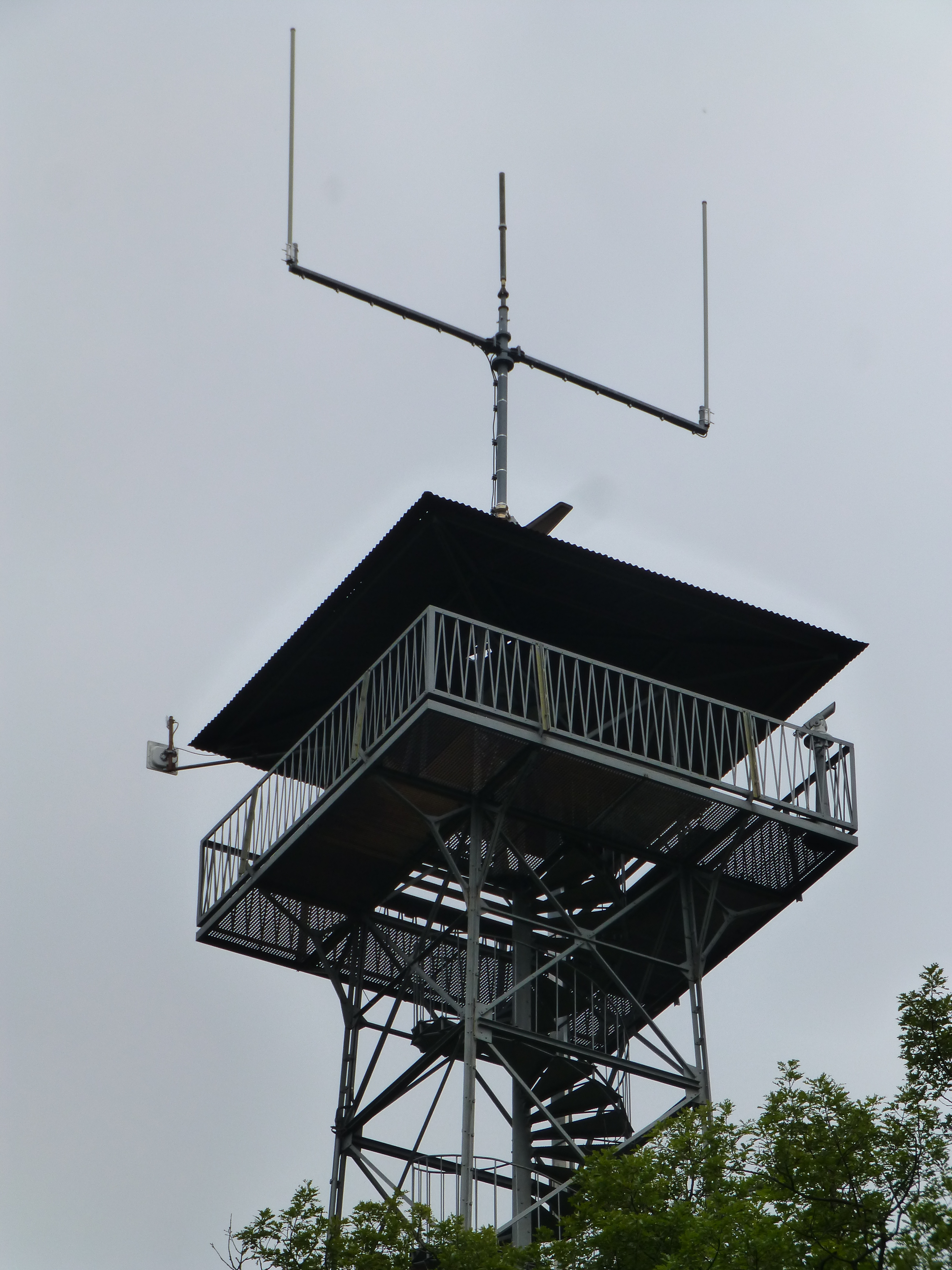
Plattform und Antenne
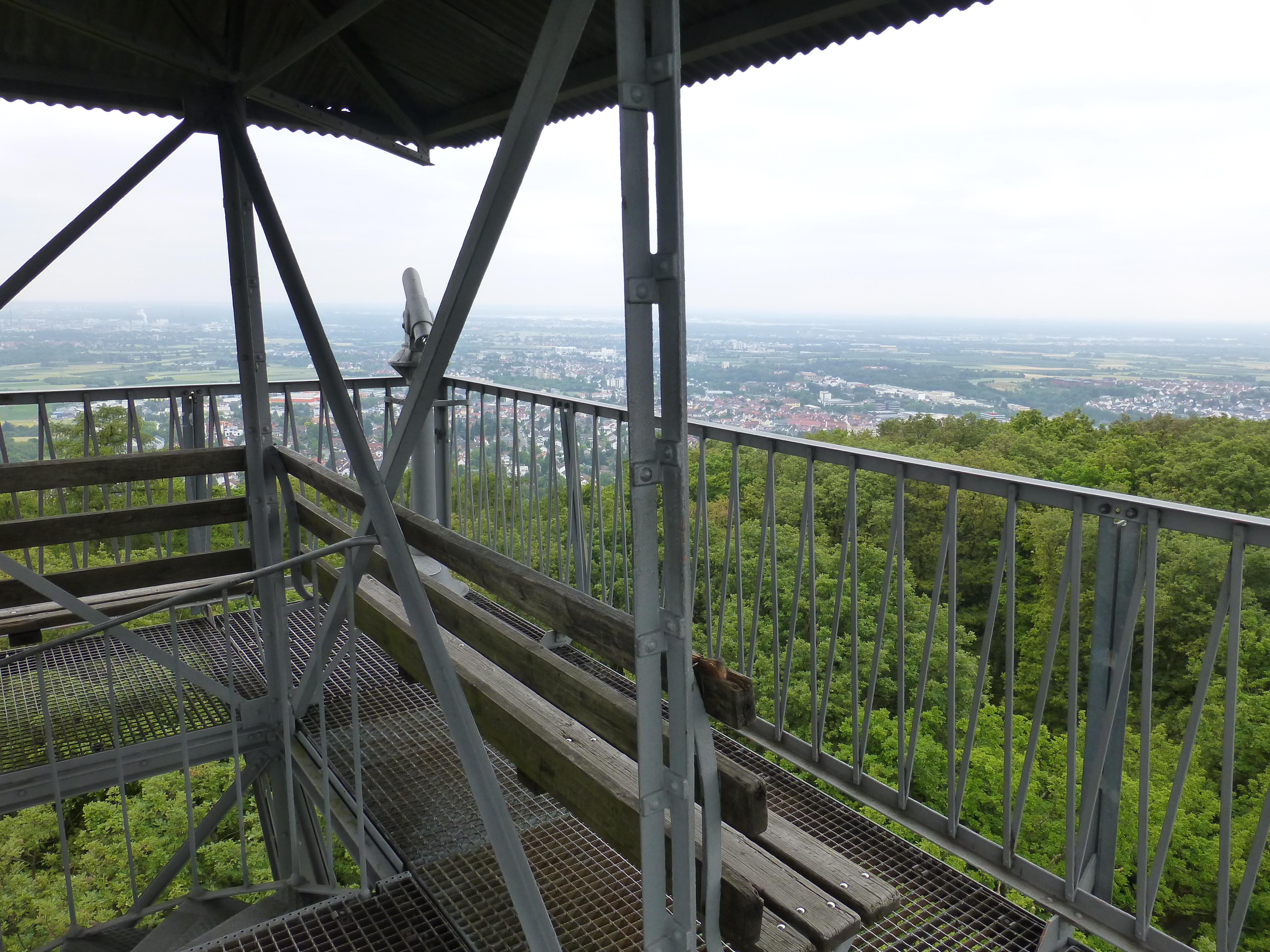
Blick von der Plattform nach Südosten
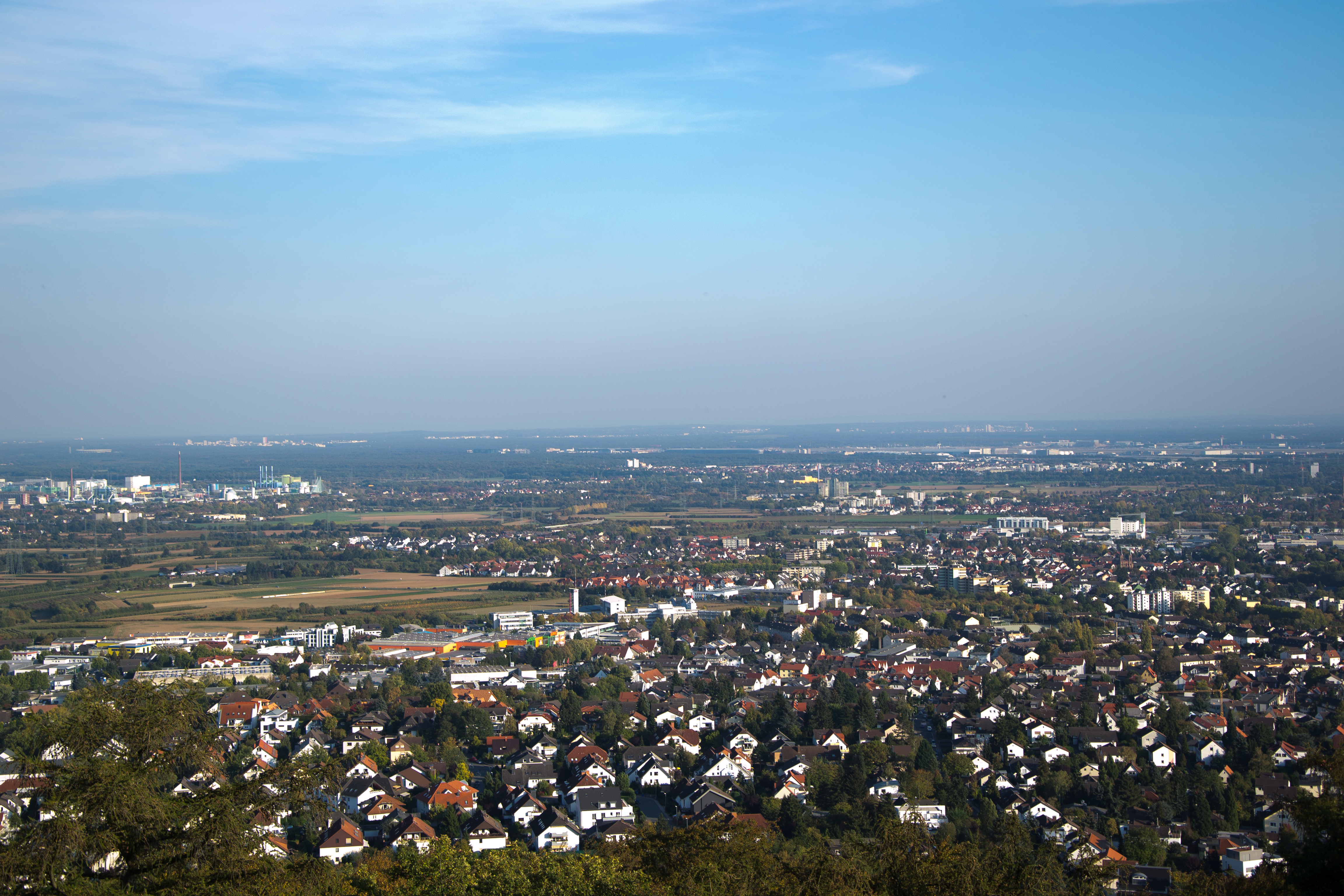
Blick vom Meisterturm auf Hofheim